# Epilobium glaucum
Epilobium glaucum là một loài thực vật có hoa trong họ Anh thảo chiều. Loài này được Phil. mô tả khoa học đầu tiên năm 1864.